# 2016 في تشيلي
فيما يلي قوائم الأحداث التي وقعت خلال عام 2016 في تشيلي.

## رياضة
- 1 يناير – تشيلي في الألعاب الأولمبية الصيفية 2016
- 1 يناير – كأس السوبر التشيلي 2016

## أفلام
من الأفلام التي صدرت هذه السنة في تشيلي:
- 7 سبتمبر – جاكي من إخراج بابلو لاراين.

## وفيات

### فبراير
- 28 فبراير – راؤول سانشيز (مواليد 1933) لاعب كرة قدم تشيلي.[1]

### أبريل
- 19 أبريل – باتريسيو أيلوين (مواليد 1918)[2]

### نوفمبر
- 2 نوفمبر – إيغون وولف (مواليد 1926) كاتب مسرحي تشيلي.